# Snow Dome (Sir Winston Churchill Range)
Snow Dome je hora v Sir Winston Churchill Range v Kanadě. Snow Dome leží na trojmezí mezi Britskou Kolumbií a albertskými národními parky Banff a Jasper.
Hora představuje významný hydrografický uzel severoamerického kontinentu. Na Snow Dome se stýkají rozvodnice oddělující povodí řek odvádějící své vody do Atlantského oceánu, Tichého oceánu a Severního ledového oceánu. Jedná se o jediné místo na Zemi, odkud jsou vody odváděny do tří různých oceánů.
Do Tichého oceánu jsou odváděny vody přes Bryce Creek, Bush River a Columbia River. Do Severního ledového oceánu jsou odváděny vody přes Sunwapta River, Athabasca River a Mackenzie. Do Atlantského oceánu jsou odváděny vody přes Saskatchewan a Nelson River.
Výše uvedené platí za předpokladu, že je Hudsonův záliv řazen k Atlantskému oceánu. Pokud by výše uvedený předpoklad neplatil, byl by oním významným hydrografickým uzlem vrchol hory Triple Divide Peak ležící v Lewis Range v Montaně.